# قصر ألكسان باشا
قصر ألكسان باشا تحفة معمارية فريدة لاحتوائه على زخارف ونقوش على الطراز الأغريقى يقع في محافظة أسيوط
مبنى في منطقة تطل على نهر النيل بوسط مدينة أسيوط وكان قديما من أهم الأماكن لاستقبال الزيارات الملكية حيث استقبل الملك فؤاد الأول عام 1935م والعديد من الوفود الأجنبية المهمة.

## الإنشاء
يشغل مساحة تقدر بنحو 7000 متر مربع، ويتميز بطابع فني ومعماري فريد، حيث شارك في بنائه فنانون من إيطاليا وفرنسا وإنجلترا

## الوصف
ويتكون القصر من طابقين، تضم واجهاته زخارف وكرانيش مميزة، وعقود نصف دائرية تضفي على المبنى جمالاً فريدًا

## ضم القصر إلى الآثار
في 2 ديسمبر 1995 صدر قرار المجلس الأعلى للآثار بضم وتسجيل قصر ألكسان باشا إلى قائمة الآثار الإسلامية، كما أصدر رئيس مجلس الوزراء قرارًا، بتحويل القصر إلى متحف كشاهد على ملامح «عصر كامل» تميز بالجمال والروعة والإبداع والفن الجميل.